# Murray H. Protter
Murray Harold Protter (13 février 1918 - 1er mai 2008) est un mathématicien et éducateur américain, connu pour ses contributions à la théorie des équations aux dérivées partielles, ainsi que pour ses manuels scolaires sur le calcul infinitésimal.

## Biographie
Protter obtient un M.Sc. en mathématiques à l'université du Michigan. (1937) et un Ph.D. à l'université Brown sur une thèse intitulée "Generalized Spherical Harmonics" dirigée par Lipman Bers (1946). Pendant la Seconde Guerre mondiale, il étudie l'aéroélasticité des avions militaires à la Vought aircraft company à Stratford (1943-45). Depuis l'obtention de son diplôme, il travaille comme professeur assistant à l'université de Syracuse. (1947-51), est chercheur à l'Institute for Advanced Study à Princeton (1951-53) et à l'université de Californie à Berkeley (1953-88) où il est également le président (1962-65). Il est également le Professeur de recherche Miller (1959, 1967) et directeur exécutif de l'Institut Miller pour la recherche fondamentale en sciences (1981-83). Il est le père du chercheur en opérations Philip Protter.
Protter développe un apprentissage des mathématiques "à son propre rythme". Il est membre de longue date de l'American Mathematical Society (1941-) en tant que trésorier (1968-72) et rédacteur de la rubrique des critiques de livres. Il est directeur de thèse d'Amy Cohen-Corwin.

## Livres
- Calculus with Analytic Geometry: A first Course (1964). With Charles B. Morrey, Jr.
- Intermediate Calculus (1971, 1985). With Charles B. Morrey, Jr.
- A First Course in Real Analysis (1976, 1991). With Charles B. Morrey, Jr.
- Basic Elements of Real Analysis (1998).
- Maximum Principles in Differential Equations (1967, 1999). With Hans Weinberger